# Prvić Luka
Prvić Luka je selo na otoku Prviću, kraj Vodica.

## Povijest
Prvi naseljenici vjerojatno su bili pustinjaci. Kasnije, od 15. stoljeća, mjesto postaje plemićko odmaralište, a naseljavaju ga i svećenici benediktanskog i franjevačkog reda, koji podižu samostan, a kasnije i dvije crkve. S vremenom, broj stanovnika se povećao, a vrhunac napučenosti je bio dosegnut početkom 20. stoljeća, kada ih je bilo oko 1300. Tijekom 20. stoljeća, broj stanovnika je stalno opadao, a početkom ovog stoljeća došao je na oko dvjesta.
Mjesna škola je ustanovljena 1877. godine, ali je prestala s radom polovicom prošlog stoljeća. U selo je uveden telegraf 1912., a vodovod 1978. godine.

## Stanovništvo
| broj stanovnika | 793   | 923   | 961   | 1066  | 1336  | 1291  | 1400  | 1033  | 641   | 672   | 612   | 404   | 238   | 229   | 191   | 164   | 148   |
|                 | 1857. | 1869. | 1880. | 1890. | 1900. | 1910. | 1921. | 1931. | 1948. | 1953. | 1961. | 1971. | 1981. | 1991. | 2001. | 2011. | 2021. |

## Politika
Upravu sela čini Mjesni odbor kojeg čini pet članova. Na izborima održanima 28. veljače 2010. godine, pobijedila je „Nezavisna lista - Boris Čače” i dobila tri odbornička mjesta, a dva odbornička mjesta dobila je „Nezavisna lista - Blaž Renić”.

## Gospodarstvo
Pučanstvo se ranije bavilo ribarstvom, vinogradarstvom, maslinarstvom i pomorstvom. Na kratko vrijeme, u selu je postojala tvornica za preradu srdela. Danas je glavno gospodarska djelatnost u Prvić Luci turizam. Godine 2004. otvoren je prvi mali obiteljski hotel na otoku.
U selu djeluje osam nevladinih udruga.

## Poznati stanovnici
U mjesnoj crkvi Gospe od Anđela je pokopan izumitelj i diplomat Faust Vrančić.

## Prvić Luka danas
Prvić Luka je zimi pusto mjesto, dok preko ljeta, s dolaskom brojnih turista, oživi kao turističko odredište.